# Porta tagliafuoco

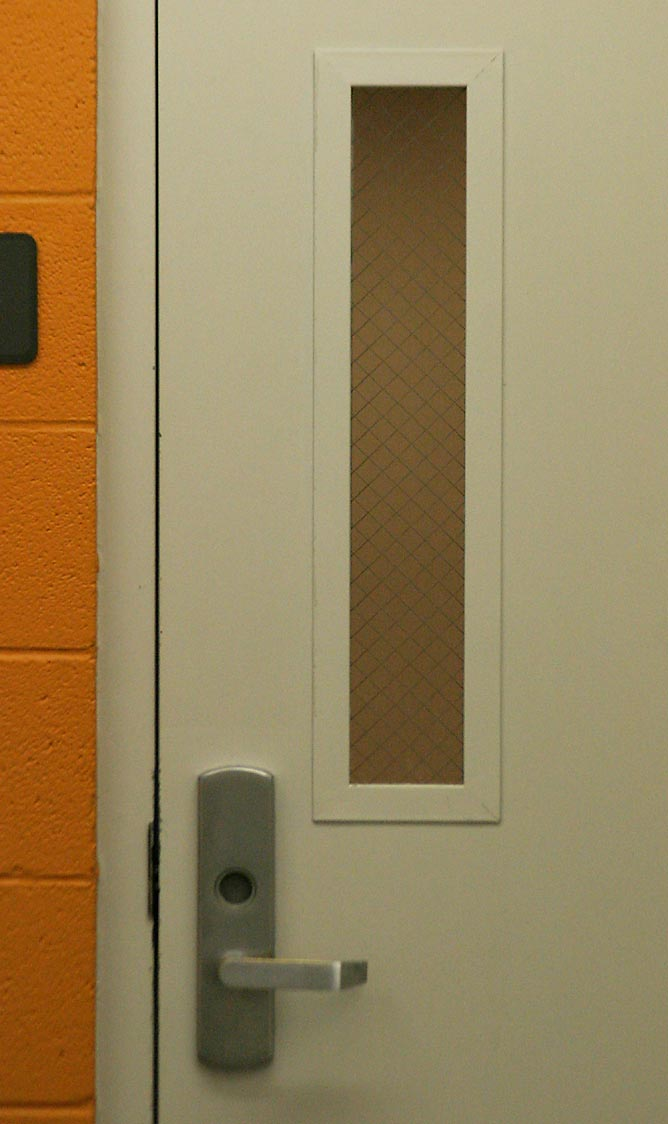
Una porta tagliafuoco

Una porta E.I. (porta tagliafuoco), in inglese fire door, è una porta che, considerata la sua elevata resistenza al fuoco, ha la possibilità di isolare le fiamme in caso di incendio. Viene dunque usata come parte di un sistema di protezione passiva, per ridurre la diffusione di fiamme o di fumo tra compartimenti e per assicurare un'uscita sicura da un edificio/struttura.

## Componenti
Le porte tagliafuoco possono essere costituite da una combinazione di materiali come:
- legno
- acciaio
- gesso (come un riempimento endotermico)
- strati di vermiculite
- sezioni di vetro

Sia l'anta della porta sia l'intelaiatura devono rispettare i requisiti forniti dall'agenzia certificante i prodotti. L'intelaiatura include i sigilli per il fuoco o fumo, la porta e la struttura che tiene la porta tagliafuoco assemblata sul posto. L'insieme di questi componenti formano un assemblaggio che ha un numero di rating, quantificato in ore di resistenza attraverso un test di incendio. Tutti i componenti dell'assemblaggio di una porta tagliafuoco devono recare un'etichetta di certificazione per assicurare che i componenti siano stati testati a rispecchiare i requisiti di una valutazione antincendio.
La struttura della porta può già includere alcuni di questi componenti:
- dispositivi di chiusura automatica
- cuscinetti a sfere per le cerniere
- meccanismi di blocco di sicurezza

### Sigilli
I bordi di una porta tagliafuoco spesso necessitano di sigilli testati per incendi che possono essere composti da:
- una striscia di intumescenza che si espande quando esposta a calore
- strisce in neoprene weatherproof
- guarnizioni per impedire il passaggio di fumo

Quando vengono adoperati sigilli intumescenti nel design delle porte, l'uso del corretto sigillo è cruciale nelle performance antincendio. I sigilli possono variare nella composizione chimica, il tasso di espansione sotto calore e/o le caratteristiche insite in essi.

### Finestre
Alcune porte tagliafuoco sono equipaggiate con finestre interne che hanno una valutazione di resistenza o sono state incorporate nel momento del test, e quindi soggette alla certificazione del prodotto globale. Le finestre antincendio devono rimanere intatte in condizioni di incendio e resistere all'impatto di getti fluidi. Possono includere:
- reti metalliche fuse nel vetro
- silicato di sodio liquido tra i due pannelli di vetro
- vetro ceramico
- vetro borosilicato
Il vetro armato resiste tipicamente al fuoco, mentre il silicato di sodio liquido permette di isolare il trasferimento di calore attraverso l'azione endotermica di questa sostanza chimica.

## Certificazioni
Tutti i componenti debbono aderire alle richieste della certificazione del prodotto che sono accettabili all'autorità' avente giurisdizione in materia attraverso i requisiti di costruzione e antincendio locali. I requisiti di certificazione variano da Paese a Paese. Documenti tecnici di guida e regolamentazioni nella costruzione sono effettivi in ogni Paese.

### Grado di combustione
Le porte tagliafuoco non sono necessariamente immuni dalla combustione. È accettabile che porzioni della porta possano essere distrutte dalla combustione durante l'esposizione al fuoco fin tanto che la struttura rispetta i criteri di test a incendio attinenti ai limiti di temperatura. Questo in accordo con l'obbiettivo di una porta tagliafuoco di rallentare la propagazione del fuoco da un comparto a un altro per un limitato periodo di tempo, durante il quale gli occupanti devono uscire dall'edificio e/o meccanismi antincendio automatici o manuali devono essere attivi per limitare la diffusione delle fiamme.

## Inadeguatezza delle porte
Le porte tagliafuoco alcune volte sono rese inadeguate a provvedere al loro scopo da ignoranza nel loro uso nei requisiti/restrizioni richieste, o da uso inappropriato. Per esempio le porte sono talvolta lasciate bloccate aperte, o tappeti sono posizionati tra di loro, in tal modo si permette al fuoco di viaggiare attraverso la barriera antincendio rappresentata dalla porta. I marchi di certificazione della porta sono mostrati da ambedue i lati della porta e sulla struttura, e non devono essere rimossi o coperti. Molto spesso le porte sono rese inefficaci a causa di pitture le quali, essendo infiammabili, privano la porta della sua capacità di bloccare il fuoco.
A volte le porte tagliafuoco hanno apparentemente delle fessure troppo larghe ai loro piedi, 3 o anche 5 centimetri, permettendo il passaggio di aria, come potrebbe essere voluto in locali dormitorio. Questo dovrebbe portare a chiedersi l'effettiva funzionalità di installare una tagliafuoco. Il test di porte tagliafuoco include una massima altezza di fessura di circa 2 centimetri.

## Uso normale
Molte porte tagliafuoco sono progettate per essere tenute chiuse tutto il tempo. Alcune sono progettate per essere aperte durante le normali circostanze, e chiuse automaticamente durante un incendio. Qualunque metodo sia in uso, il movimento della porta non dovrebbe mai essere bloccato da un chiudiporta o altro ostacolo. Il sigillo a intumescenza e antifumo deve essere verificato di routine e allo stesso modo la chiusura e il bloccaggio della porta.
Alcune porte tagliafuoco sono tenute aperte con un elettromagnete, che può essere collegato a un sistema di allarme antincendio. Se il sistema elettrico cade o se si attiva l'allarme antincendio, il blocco magnetico della porta viene disattivato e la porta si chiude automaticamente. Allo stesso modo blocchi alla porta a batteria o wireless possono essere usati legalmente e in sicurezza per lasciare la porta aperta.
Le porte tagliafuoco certificate sono testate per fronteggiare un fuoco per un periodo specifico di tempo. Esistono porte tagliafuoco certificate per 30, 60, 90, 120 e 180 minuti. La certificazione si applica solo se tutte le parti dell'installazione sono correttamente installate nelle specifiche. Per esempio, il montaggio di un tipo sbagliato di vetri possono ridurre fortemente il tempo di resistenza al fuoco della porta.

## Installazione
Oltre a garantire che la porta sia installata correttamente, è anche molto importante, dove una porta tagliafuoco è posizionata, che tutti i vuoti lasciati in apertura tra il muro e il telaio della porta siano correttamente riempiti con materiale di resistenza al fuoco.
Le porte tagliafuoco sono normalmente installate da ditte specializzate nel settore.

## Ispezioni periodiche
Esistono piani di ispezione della resistenza antifuoco e dell'assemblaggio dell'intelaiatura. Le autorità locali che hanno giurisdizione adottano requisiti di volta in volta diversi che devono avere effetto. Controlli almeno semestrali delle porta tagliafuoco sono di responsabilità del proprietario dell'edificio. Tuttavia, come con altre ispezioni obbligatorie al fuoco, le ispezioni delle porte sono spesso omesse e molti servizi non sono conformi. L'ultima parola sull'accettazione dell'effettiva della validità dei controlli spetta all'autorità o chi per essa ne certifica l'ispezione.